# Pseudeminia
Pseudeminia es un género de plantas con flores con cuatro especies perteneciente a la familia Fabaceae.

## Especies
- Pseudeminia benguellensis
- Pseudeminia comosa
- Pseudeminia mendoncae
- Pseudeminia muxiria